# Zavallea
Zavallea (în ucraineană Завалля) este o așezare de tip urban din raionul Haivoron, regiunea Kirovohrad, Ucraina. În afara localității principale, nu cuprinde și alte sate.

## Demografie
Componența lingvistică a așezării de tip urban Zavallea
     Ucraineană (95,42%)
     Rusă (4,21%)
     Alte limbi (0,25%)
Conform recensământului din 2001, majoritatea populației așezării de tip urban Zavallea era vorbitoare de ucraineană (95,42%), existând în minoritate și vorbitori de rusă (4,21%).